# Vesperus fuentei
Vesperus fuentei is een keversoort uit de familie Vesperidae. De wetenschappelijke naam van de soort werd in 1905 gepubliceerd door Maurice Pic.